# 市岡元気
市岡 元気（いちおか げんき、1984年3月23日 - ）は、日本のサイエンスアクター、サイエンスアーティスト、YouTuber、俳優。2006年から米村でんじろうのプロダクションでスタッフを務め、2019年から独立してYouTubeチャンネル「GENKI LABO」を開設。実験系YouTuberとして知られる。

## 略歴
長野県松本市出身。長野県松本美須々ケ丘高等学校を経て、2006年に東京学芸大学教育学部初等教育教員養成課程理科専修を卒業。2006年から米村でんじろうのサイエンスプロダクションでスタッフとして活動。2019年から米村の下を離れ、独立してYouTubeチャンネル「GENKI LABO」を開設する。動画の内容は宝島社から出版された著書『魔法の科学実験図鑑』に掲載された。チャンネル登録者数は2022年8月時点で58万人を超えている。浅井企画に所属していたが、2021年9月に退所。

## 人物
特技はテニスで、長野県高校大会ベスト3まで勝ち上がったことがある。その他にもスノーボード、ガラス細工、クレー射撃などを趣味としている。得意な実験は「水」を使った実験。
幼稚園教諭免許、小学校教諭免許、中学校教諭免許（理科）、高等学校教諭免許（理科）を取得している。

## 出演

### 舞台
- エルゴン友の会 米村でんじろうサイエンスショー（2006年） - シャドウ 役
- 米村でんじろうサイエンスショー（2006年-） - 元気船長 役（pirates of science）
- 米村でんじろうサイエンスショー SONY シンガポール（2007年） - 忍者 役
- チャーリー西村サイエンスショー SONY ドバイ サウジアラビア - クイズマスター 役
- 米村でんじろうサイエンスショー 光と影の魔法 - 元気船長 / 影の魔法使いシャドウ 役
- 米村でんじろうサイエンスショー（2018年） - 元気校長 役

※他、単独講師でのサイエンスショー多数

### 映画
- 実録・連合赤軍（若松孝二監督）

### テレビ
でんじろうのTHE実験　フジテレビ　2018年〜2020年］
- COUNT DOWN TV（TBS） - 浜崎あゆみバックコーラス
- 中居正広のいけてるアスリート
- 世界一受けたい授業（日本テレビ）
- うたばん（TBS）
- HEY!HEY!HEY! MUSIC CHAMP（フジテレビ）
- 学校へ行こう!（TBS）
- でんじろう先生の日曜実験室 ラブラボ!（2006年 - 2008年、中京テレビ）
- TA☆RO（2010年、中京テレビ）
- でんじろう先生のはぴエネ!（2009年 - 現在、中京テレビ）
- 嵐にしやがれ（日本テレビ）[2]
- おもいッきりDON!（2013年、日本テレビ）
- 森田一義アワー 笑っていいとも! （2014年、フジテレビ）
- おはスタ（2014年 - 2015年、テレビ東京） - 火曜日レギュラー・サイエンズ イッチー[1]
- 所さんの目がテン!（2014年、日本テレビ）[1]
- 笑神様は突然に…（2015年、日本テレビ）
- L4 YOU! PLUS（2015年、テレビ東京）
- 雨上がり決死隊のトーク番組アメトーーク!（2015年、テレビ朝日）
- ポケモンの家あつまる?（2016年 - 現在、テレビ東京）[1]
- NHK高校講座 ベーシックサイエンス（2016年、NHK Eテレ）
- トリックハンター（2016年、日本テレビ）
- 爆笑!いいね動画シアター（2016年、フジテレビ）
- 絶対に笑ってはいけない科学博士24時（2016年、日本テレビ）[1]
- 究極の○×クイズSHOW!!超問!真実か?ウソか?（2017年、日本テレビ）
- TOKIOカケル（2017年、フジテレビ）[1]
- Rの法則（2017年、NHK Eテレ）[6]
- ピラミッドダービー（2017年、TBS）
- 絶対に笑ってはいけないトレジャーハンター24時!（2018年、日本テレビ）
- 天空のスペクタクル～オーロラ・四季の絶景～（2018年、NHK）[7]
- 乃木坂工事中（テレビ東京）
- 沼にハマってきいてみた（2021年、NHK Eテレ）[8]
- ヒルナンデス(2022年、日本テレビ)
- NHK 5分でわかる理科(2023年〜、NHK、KAIJINドール役)

### 書籍
- DVDでわかるおもしろ実験（2009年、講談社）
- ドラえもん&でんじろう先生のどこでもカガク じっけんDVDブック2（2009年、小学館）
- ドラえもん&でんじろう先生のどこでもカガク スーパーDVDブック 光と鏡の不思議（2010年、小学館）
- DVDでわかるミラクル実験（2014年、講談社）
- 学校の理科がぐんぐんわかるおもしろ実験（2015年、主婦と生活社）
- 面白いほど科学的な物の見方が身につく 図解 ロウソクの科学（2019年、宝島社）
- 魔法の科学実験図鑑（2020年、宝島社）

### 雑誌
- GAKUMANplus（2010年 - 2011年、小学館）
- 小学一年生 おもしろかがくじっけん（2012年 - 、小学館）
- ちゃお（2014年、小学館）
- ぷっちぐみ（2014年、小学館）
- 月刊コロコロコミック（2014年、小学館）
- なぜなに小学三年生（2015年、小学館） - 漫画のキャラとして登場
- 子供の科学（2020年、誠文堂新光社）

### CM
- エイベックス 夏物語（2003年）[1]

### ウェブ
- Ampサイエンス（2015年、Amp.）
- おもちゃde自由研究（2015年、タカラトミー）

## YouTuberとの交流
多数のYouTuberとも共演している。
- はじめしゃちょー
- QuizKnock[9]
- すしらーめん《りく》[1]
- 東海オンエア[10]
- 葉一[3]
- まふまふ[1]
- 水溜りボンド[10]
- ヨビノリたくみ[3]
- ホモサピ - 元GENKI LABOメンバーである[11]。
- ワタナベマホト - 2016年頃から動画内でバンデグラフを使っていたので一緒に電気の実験をしたいと思っていたと語っている[12]。
- 科学は全てを解決する！［くられ with 薬理凶室］
- ホルモンしま田
- テイコウペンギン